# 穏治村
穏治村（おんじそん）は、鳥取県気高郡にあった自治体である。1896年（明治29年）3月31日までは高草郡に属した。

## 概要
現在の鳥取市上段・尾崎・上原・細見に相当し、千代川支流野坂川の中流域に位置した。なお上段の全域および尾崎・上原の各一部（大部分）は世紀小学校区、尾崎・上原の各一部（開拓地区）および細見の全域は明治小学校区となる。
村名は穏やかに治まるの意から命名されたとされる。
地区の中心は上原（うえばら）で、町村制施行前は計13ヶ村を管轄する連合戸長役場が置かれ、また穏治村発足後も役場や小学校が置かれていた。

## 沿革
- 1883年（明治16年）4月 - 連合戸長役場を上原村に設置。
- 1889年（明治22年）10月1日 - 町村制の施行により、上段村・尾崎村・上原村・細見村が合併して村制施行し、穏治村が発足。旧村名を継承した4大字を編成。明治村（初代）との組合役場を大字上原村に設置[2]。
- 1896年（明治29年）4月1日 - 郡制の施行により、高草郡・気多郡の区域をもって気高郡が発足し、気高郡穏治村となる。
- 1914年（大正3年）2月1日 - 明治村（初代）と合併し、改めて明治村が発足。同日穏治村廃止[2]。

## 行政

### 戸長
- 高草郡上原村外12ヶ村連合戸長役場：伊奈正之 - 吉田弥平
管轄区域：上原村・細見村・尾崎村・上段村（後の穏治村）、松上村・槇原村・河内村（後の明治村）、下段村・大塚村・野坂村・大桷村・島村・宮谷村（後の豊実村）[3]

### 歴代村長
- （明治村穏治村組合村長）加藤直七 - 伊奈正文 - 沢根常二郎 - 藤岡豊蔵 - 伊奈正文（再） - 竹内熊太郎 - 山根力蔵 - 加藤賢蔵 - 藤岡豊蔵（合併後引き続き明治村長に就任）[2]

## 教育
- 穏治尋常小学校（明治村との合併の際に大正尋常小学校と改称、1923年9月5日に明治尋常小学校と合併、現在は鳥取市立世紀小学校および鳥取市立明治小学校）[2]